# Dave Abbruzzese
David Abbruzzese (Stamford, 17 maggio 1968) è un batterista statunitense, membro dei Pearl Jam dal 1991 al 1994. Nel 1991 sostituì Dave Krusen, poco prima dell'uscita del primo album della band, dopo essere stato raccomandato dal batterista temporaneo Matt Chamberlain. Con la band ha registrato i successivi due album Vs. e Vitalogy. Nel 1994 i Pearl Jam lo allontanarono a causa di divergenze artistiche.

## Biografia
Di chiare origini italiane, Abbruzzese è cresciuto a Mesquite, TX. Da adolescente, l'unica cosa in camera sua oltre il letto era una batteria. Lasciò la scuola superiore molto giovane e iniziò a concentrarsi su essa più che mai. Con i suoi amici fondò la sua prima band, i Dr. Tongue. Nel 1991 l'amico Matt Chamberlain, conosciuto grazie alla scena musicale del Texas, lo chiamò per offrirgli il posto di batterista nei Pearl Jam, da lui lasciato poco tempo prima. Chamberlain era impegnato con la band di G.E. Smith di Saturday Night Live. Dave partì per Seattle per incontrare i Pearl Jam e si unì a loro sebbene avesse gusti musicali diversi.
Dave suonò con i Pearl Jam fino al 17 aprile 1994, registrando i successivi due album, Vs. e Vitalogy, suonando ad un MTV Unplugged, due Saturday Night Live, per il video di Even Flow e suonando nei tour successivi a Ten e Vs. Lasciò il gruppo poco prima dell'uscita del terzo album, per l'appunto il già citato Vitalogy.
Il 30 settembre 1997 Dave formò una nuova band i Green Romance Orchestra, incidendo l'album Play Parts I & V. L'album mostra Dave che suona canzoni proprie ed in più è anche produttore della band. Play Parts I & V è prodotto, infatti, dalla Free Association Records, che fu formata da Dave nel 1996.

## Stile
Alcuni lo accreditano di aver influenzato la nuova generazione di batteristi rock dei primi anni novanta. Lo stile di Abbruzzese include un forte utilizzo del piatto splash, del double-stroke roll e di un veloce piede destro; rifiuta l'utilizzo di due grancasse o di un doppio pedale, cercando di suonare meglio che può con un singolo pedale. Abbruzzese è anche conosciuto per essere un batterista molto potente, ciò che è probabilmente all'origine della sindrome del tunnel carpale di cui ha sofferto in passato.

## Attrezzatura
Nella sua prima registrazione con i Pearl Jam, anteriore a Vs., la colonna sonora per il film Singles e il video di Even Flow, Abbruzzese utilizza una batteria Ludwig. Per la registrazione di Vs. ha utilizzato una batteria della Drum Workshop, i piatti della Sabian, e sembrò preferire un rullante 8x12 della Brady. Abbruzzese ha anche una linea personale di bacchette, prodotta e commercializzata dalla Pro-Mark

## Discografia

### Pearl Jam
- Singles: Original Motion Picture Soundtrack (1992)
- Sweet Relief: A Benefit for Victoria Williams (1993)
- Judgment Night: Music from the Motion Picture (1993)
- Vs. (1993)
- Vitalogy (1994)
- Chicago Cab (1998) (Hard To Imagine)
- Movie Music: The Definitive Performances (anche parte del box set, Sony Music 100 Years: Soundtrack for a Century.) (1999) (State of Love and Trust)
- Wild and Wooly: The Northwest Rock Collection (2000) (Even Flow-live)
- Lost Dogs (2003) (Hard To Imagine e Dirty Frank)
- Riding Giants: Soundtrack (2004) (Go)
- Rearviewmirror: Greatest Hits 1991-2003 (2004 (Even Flow, State of Love and Trust, Animal, Go, Dissident, Rearviewmirror, Spin the Black Circle, Corduroy, Not For You, Breath, Daughter, Elderly Woman Behind the Counter in a Small Town, Immortality, Better Man e Nothingman)

### Course of Empire
- Course of Empire (1992) (God's Jig)

### Nicklebag
- 12 Hits and a Bump (1996) (Sweet Thang)
- Mas Feedback (1997) (Sweet Thang)

### Green Romance Orchestra
- Play Parts I & V

### HairyApesBMX
- Out Demons

## Partecipazioni
- In From The Storm: Jimi Hendrix Tribute (1995) (In From The Storm e Burning the Midnight Lamp)